# Kepler-160
Kepler-160 (KOI-456) — звезда главной последовательности в созвездии Лиры. Находится на расстоянии 3141+56
−54 световых лет от Солнца.
Открыта миссией телескопа «Кеплер», направленной на открытие планет земной группы, возглавляемой НАСА.
Звезда, очень похожа на Солнце по массе и радиусу, имеет две подтверждённые и две неподтвержденные планеты.

## Характеристики
Звезда Kepler-160 довольно старая, не имеющая обнаруживаемого околозвёздного диска. Жёлтый карлик Kepler-160 имеет радиус 1,118 радиуса Солнца, массу — 0,99 массы Солнца, светимость — 1,01 светимости Солнца, температура поверхности 5471+115
−37 K. Предполагаемый возраст — 8,9+4,2
−1,7 млрд лет.

## Планетная система
Два первых кандидата на планеты в звездной системе Kepler-160 были открыты в 2010 году и опубликованы в начале 2011 года. В 2014 году они были  подтверждены. Транзитные планеты Kepler-160 b и Kepler-160 c не находятся в орбитальном резонансе, поскольку соотношение их орбитальных периодов равно 1:3,18.
Дополнительная транзитная планета в обитаемой зоне была обнаружена в 2020 году. Суперземля KOI-456.04 имеет радиус 1,91+0,17
−0,14 радиуса Земли и вращается вокруг Kepler-160 примерно на таком же расстоянии, как Земля от Солнца (большая полуось орбиты — 1,089 а.е.). Период обращения составляет 378,417 дня. Планета получает примерно 93% света от материнской звезды, по сравнению с тем, что Земля получает от Солнца. Масса и средняя плотность KOI-456.04 неизвестны, и в ближайшее время не могут быть определены, но масса может лежать в интервале от 3,5 до 13,5 массы Земли в зависимости от состава. Смоделированная эволюционная история предполагает, что потенциальная атмосфера из водорода или гелия будет вносить менее чем около 0,75% в общую массу планеты. Если она имеет схожий с земным состав, то её масса составит 13,5 массы Земли. Если планета состоит наполовину из воды и наполовину из камня, тогда её масса составит 3,5 массы Земли. В предположении альбедо Бонда, равного земному (0,3), равновесная температура составит 244,8 K. Предполагается, что следующий транзит состоится 14 сентября 2020 года и может стать подходящей целью для его поиска из Северного полушария.
Также предполагается, что в системе есть ещё нетранзитная планета Kepler-160 d с массой от 1 до 100 масс Земли и орбитальным периодом от 7 до 50 дней.
Основные характеристики планет системы — в таблице.